# فیلم سه‌بعدی

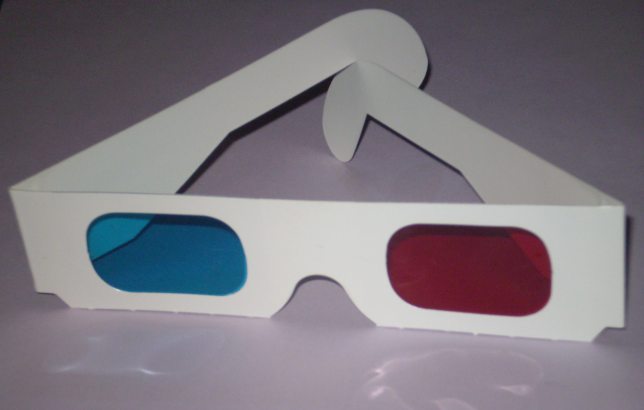
سه‌بعدی سازی

فیلم سه‌بعدی یک نوع سینمای پویا می‌باشد که با خطای دید عمیق بر درک بصری تأثیر می‌گذارد که شامل تصویر برداری سه‌بعدی با تصویربرداری دو دوربین به منظور شبیه‌سازی نوع و جهت دید انسانی با کمک دو لنز چشمی به وجود می‌آید. این نوع تصویربرداری با دو دوربین با کمک کامپیوتر نیز ایجاد می‌شود و با کمک جلوه‌های ویژه مخصوص سخت‌افزاری یا چشم افزاری خطای دید سطح و عمق یا دوری و نزدیکی در تصاویر قابل رویت می‌شود.
فیلم سه‌بعدی از سال ۱۹۱۵ تا ۲۰۱۰ میلادی وجود داشته اما تا حد زیادی به دلیل هزینه‌های فراوان و زمان تولید طولانی به فراموشی سپرده شده بود اما بعد از وقفه‌ای کوتاه در ۱۹۹۰ توسط شرکت‌های آی مکس و دیزنی تا حدی به این سینما پرداخته شد و در فاصلهٔ سال‌های ۲۰۰۰ تا ۲۰۰۹ موفقیت‌های بیشتری کسب کردند و این اتفاق بزرگ ساخت فیلم‌های سه‌بعدی با موفقیت‌های بزرگتر را رقم زد و این موفقیت باری دیگر در دسامبر ۲۰۰۹ با آواتار (جیمز کامرون) به اوج خود رسید.
تصاویر برجسته اولین روش نمایش و ارائهٔ بصری بوده که با کمک دوربین و عینک‌های برجسته‌نما در بین عموم مردم رواج پیدا کرد اما نه به منظور سینمایی بلکه برای استفاده از کتاب‌های مصور سه‌بعدی و تک تصاویر تزئینی.

## سیستم‌های دو قطبی
برای ارائه تصویر پویای برجسته، آن دو تصویر علاوه بر این که تفاوت دارند باید توسط فیلتر دوقطبی ساز هماهنگ شوند. کاربر فنی یا حتی مخاطب عامی که از این عینک‌های کم هزینه استفاده می‌کند فقط فرایند به وجود آمده از این دو فیلتر را مشاهده می‌کند، به این صورت که هر فیلتر تصویر با ارتفاعات سطحی هماهنگ با رنگ خود لنز را پالایش می‌کند و مرحلهٔ بعدی با کمک زاویهٔ میانی دو چشم و جهت حرکت تصویر انجام می‌پذیرد که معمولاً با جهت حرکت عقربه‌های ساعت / جهت ساعت گرد یکسان می‌باشد اما این در صورتی است که با توجه به حرکت یا سکون تصاویر برجسته چه در جهت ساعت گرد یا مخالف آن و حتی افقی یا عمودی بودن آن مغایر نیست و عملیات فوق انجام می‌شوند تا تصویر مورد نظر حجمی و بُعد دار نمایش پیدا کند.

## سیستم جدید بدون عینک
با ظهور پدیدهٔ دیدن تصاویر برجسته این صنعت با مطالعات و پیشرفتهایی رو به رو بوده، یکی از این تحقیقات مشاهده سه‌بعدی تصاویر بدون کمک عینک است با عنوان خود سه‌بعدی بین. اولین تلفن همراه خود سه‌بعدی بین را کمپانی هیتاچی در ژاپن سال ۲۰۰۹ راه‌اندازی کرد (که مورد بی مهری قرار گرفت) و در سال ۲۰۱۰ قرار بود با کمک یک شرکت چینی این محصول را به تولید انبوه رسانده و به بازارهای جهانی ارائه بشود. شرکت‌های بزرگ سازنده قطعات کامپیوتری در نظر دارند در آیندهٔ نزدیک تلویزیون‌های ال‌سی‌دی و مانیتورها و کنسول بازی‌های ویدیویی را به این امکان ویژه همسان سازند. این سیستم در حال حاضر بیشتر جنبه تحقیقاتی مطالعاتی دارد…